# Jean-François de La Harpe

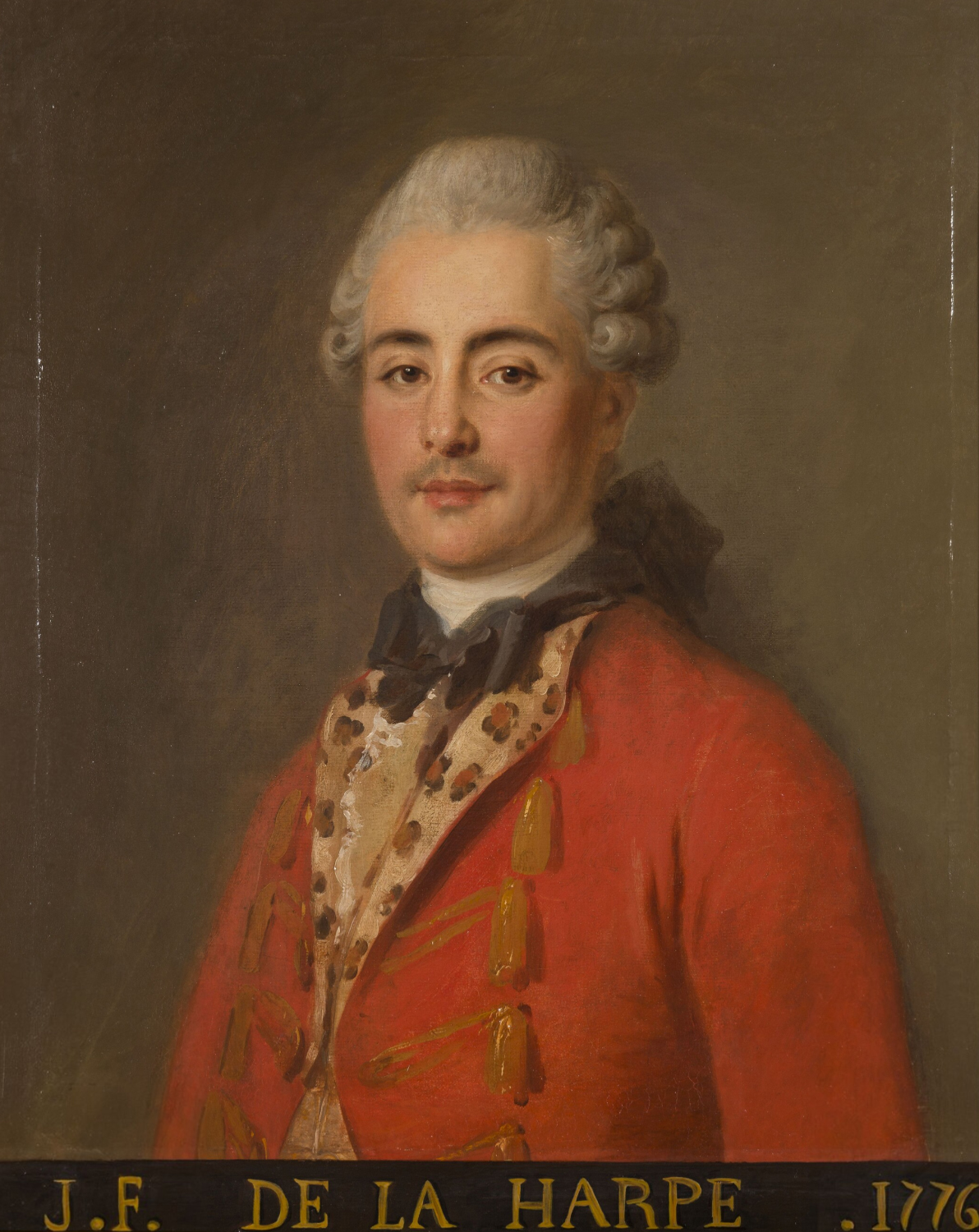
Jean-François de La Harpe

Jean-François de La Harpe (* 20. November 1739 in Paris; † 11. Februar 1803 ebenda) war ein französischer Kritiker und Dichter.

## Leben und Wirken
La Harpe veröffentlichte anfangs mehrere Bände Héroïdes, fand aber erst Beachtung durch seine Tragödie Warwick (1763).
Obwohl seine übrigen Tragödien alle durchfielen, wuchs doch sein Ruhm, besonders durch seine eleganten und feinsinnigen Éloges (von Heinrich IV., Fénelon, Racine u. a.), von denen die Akademie acht mit dem ersten Preis auszeichnete.
Infolge seiner maßlosen Eitelkeit und Arroganz nahm aber auch die Zahl seiner Feinde und die Heftigkeit ihrer Angriffe derart zu, dass seine Aufnahme in die Académie française am 20. Juni 1776 eher eine Niederlage zu nennen war, und eine Menge der giftigsten Epigramme über ihn ging von Mund zu Mund.
Den Höhepunkt seines Ruhms erreichte er als Professor der Literatur am neu gegründeten Lycée (1786–98). Er hielt hier Vorlesungen vor einem großen, eleganten Publikum, bei dem sein feiner Geschmack und der formvollendete Vortrag Anerkennung fanden.
Seine anfängliche Begeisterung für die Revolution verkehrte sich in das gerade Gegenteil, als er 1794 auf fünf Monate ins Gefängnis geworfen wurde; er, der vorher im Lycée mit der Jakobinermütze erschienen war, erklärte sich jetzt für den erbitterten Feind revolutionärer und philosophischer Ideen und zeigte sich in Worten und Werken als eifriger Anhänger der Religion und der Monarchie.
Er war auch für den nachhaltigen negativen Impetus von Denis Diderot verantwortlich, welchen er als einen Sittenverderber und abschätzig mit deutlich negativer Konnotation als Atheisten und Materialisten bezeichnete.
Sein berühmtestes Werk Lycée ou Cours de littérature (Paris 1799–1805; neue Ausg. 1825–26, 18 Bde.; 1840, 3 Bde.), die Sammlung seiner Vorträge, gibt ein treues Bild seiner Vorzüge und Schwächen; auf der einen Seite glänzende Beredsamkeit, klare, anschauliche Darstellung und seine Bemerkungen, auf der anderen mangelhafte Kenntnisse, eine gewisse Oberflächlichkeit und Parteilichkeit seines Urteils; besonders fehlt ihm der historische Sinn; er kennt eigentlich nur das 17. Jahrhundert genau und spricht am besten über Racine und das Zeitalter Ludwigs XIV.
Vor allem aber macht sich bei La Harpe die Lust zu scharfer, rücksichtsloser Kritik bemerkbar; die Veröffentlichung der Correspondance littéraire, adressée au grand-duc de Russie (nachmaligem Paul I.; 1801), die voll der strengsten persönlichen Urteile war, erregte großen Skandal.
Seine streng klassischen Tragödien (Warwick, Timoléon, Pharamond, Gustave Wasa, Menzicoff, Les Barmécides, Virginie, Philoctète etc.) sind frostige und wertlose deklamatorische Übungen.
Von zahlreichen anderen Werken nennen wir nur noch sein nachgelassenes  La prophétie de Cazotte, welches Sainte-Beuve, was Erfindung und Stil anbelangt, für sein bestes Werk erklärte.
Der Asteroid (13118) La Harpe ist nach ihm benannt.

## Werke (Auswahl)

### Drama
- Le Comte de Warwick (1763)
- Timoléon (1764)
- Pharamond (1765)
- Mélanie, ou les Vœux forcés (1770)
- Olinde et Sophronie (1774)
- Menzicoff, ou les Exilés (1775)
- Les Barmécides (1778)
- Les Muses rivales, ou l’Apothéose de Voltaire (1779)
- Jeanne de Naples (1781)
- Molière à la nouvelle salle, ou les Audiences de Thalie (1782)
- Philoctète (1783)
- Coriolan (1784)
- Virginie (1786)

### Kritik
- Commentaire sur Racine (1795-1796, veröffentlicht in 1807)
- De la Guerre déclarée par nos nouveaux tyrans à la raison, à la morale, aux lettres et aux arts (1796)
- Réfutation du livre de l’Esprit (d’Helvétius) (1797)
- Du Fanatisme dans la langue révolutionnaire, ou de la Persécution suscitée par les barbares du 18ième siècle contre la religion chrétienne et ses ministres (1797)
- Lycée, ou, Cours de littérature ancienne et moderne. Tome premier; Tome second; Tome troisième; Tome quatrième; Tome cinquieme; Tome sixieme; Tome septième; Tome neuvième;  Tome dixième; Tome onzieme; `Tome douzième; Tome treizième; Tome quatorzième; Tome quinzième; Tome seizième, 18 delen (1798-1804)

### Andere
- L’Alétophile ou l’ami de la Vérité (1758)
- Héroïdes nouvelles, précédées d’un essai sur l’héroïde en général (1759)
- Le Philosophe des Alpes. Ode qui a concouru pour le Prix de l'Académie Françoise en 1762 (1762)
- La Délivrance de Salerne et la fondation du royaume des Deux-Siciles (1765)
- Mélanges littéraires ou épîtres et pièces philosophiques (1765)
- Le Poëte (épître, prix de l’Académie française en 1766)
- Éloge de Charles V (prix de l’Académie française en 1767)
- Des Malheurs de la guerre et des avantages de la paix (1767)
- Eloge de Henri IV, Roi de France (1769)
- Éloge de François de Salignac de La Motte-Fénelon, archevèque-duc de Cambray, précepteur des enfans de France (1771)
- Éloge de Racine (1772)
- La navigation (1773)
- Éloge de La Fontaine (1774)
- Eloge de Nicolas de Catinat, Maréchal de France (1775)
- Conseils à un jeune poète (1775)
- Éloge de Voltaire (1780)
- Tangu et Filine, poème érotique (1780)
- Abrégé de l’histoire générale des voyages, 32 Teile (1780) (sehe: https://archive.org/search?query=%27%27Abr%C3%A9g%C3%A9+de+l%E2%80%99histoire+g%C3%A9n%C3%A9rale+des+voyages)
- Réponse d’un solitaire de La Trappe à la lettre de l’abbé de Rancé (1780)
- Le Salut public, ou la Vérité dite à la Convention (1794)
- Acte de garantie pour la liberté individuelle, la sûreté du domicile, et la liberté de la presse (1794)
- Oui ou Non (1795)
- La liberté de la Presse, défendue par La Harpe, contre Chénier (1795)
- De l'Etat des Lettres en Europe, depuis la fin du siècle qui a suivi celui d'Auguste, jusqu'au règne de Louis XIV (1797)
- Le Pseautier en français, traduction nouvelle, avec des notes... précédée d’un discours sur l’esprit des Livres saints et le style des prophètes (1797)
- Correspondance littéraire adressée a son altesse impériale mgr. le grand-duc, aujoud'hui empereur de Russie, et a m. le comte André Schowalow, chambellan de l'impératrice Catherine II. Tome premier; Tome second; Tome troisième; Tome quatrième, (1801-1807)
- Le Camaldule (1802)
- Le Triomphe de la religion, ou le Roi martyr (1814)
- Commentaire sur le théâtre de Voltaire (1814)
- Prédiction de Cazotte, faite en 1788 (1817)